# Balios (koń)
Balios (także Balius, Srokacz; gr. Βαλίος Balíos, łac. Balius ‘srokaty’) – w mitologii greckiej nieśmiertelny koń Achillesa.
Uchodził za syna boga Zefira i harpii Podarge. Był bratem nieśmiertelnego konia Achillesa, Ksantosa.
Posejdon darował konie królowi Peleusowi podczas jego zaślubin z nereidą Tetydą. Później Peleus podarował konie swemu synowi Achillesowi, który zaprzęgł je do swego powozu w czasie wojny trojańskiej.
W księdze XVI Iliady opisane jest jak oba konie stanęły i płakały nad śmiercią Patroklosa, który był odpowiedzialny za ich żywienie oraz czyszczenie.
W księdze XVII, Automedon, powoźnik Achillesa stwierdza, że tylko Patroklos był w stanie zapanować nad końmi.

## Nawiązania
W konsolowym RPG firmy Capcom Breath of Fire III, bohaterzy walczą z parą antropomorficznych koni, które nazywają się Balio i Sunder (najprawdopodobniej są to zniekształcone romanizacje imion Balius i Xanthus).